# Negramatická věta
Negramatická věta je defektní korelát správně vytvořené (gramatické) věty, který vznikl porušením gramatického pravidla platného v daném jazyce nebo obecného principu. Pojem „negramatická věta“ je vlastně oxymoron, pokud definujeme větu jako ucelený a gramaticky uspořádaný řetěz slov.
Podle generativní gramatiky (viz Noam Chomsky) patří gramatičnost výrazů do oblasti kompetence, nikoli performance. Proto gramatičnost věty nelze redukovat na její statistickou četnost. Jistě existují gramatické věty, které se v reálných komunikátech běžně nevyskytují. Nepoučení rodilí mluvčí neposuzují gramatičnost vět, které jim jazykovědec předkládá, přímo, nýbrž posuzují pouze přijatelnost věty. Přijatelnost je širší pojem než gramatičnost.
Negramatické věty jsou někdy konstruovány jazykovědci za účelem studia gramatické teorie. Negramatické věty se rovněž mohou vyskytovat v reálných komunikátech, které pocházejí od mluvčích, kteří si neosvojili dostatečně gramatiku daného jazyka.